# ひらかわんち
ひらかわんち（ひらかわんち）は、2016年（平成28年）4月11日からインターネットラジオ放送局『ニコニコチャンネル』にて配信されている、平川大輔の自宅「ひらかわんち」からお届けする、月に一度の生放送番組。声優の平川大輔（ひらかわ だいすけ）がパーソナリティを務めている。構成作家はゆーやん。
放送時間は21:00 - 22:00（JST）、公開配信イベントの際は17:00-18:00（JST）が多い。

## コーナー
ふつおた
普通のお便りコーナー
どーでも悩み相談
明日の献立や次買う小物の色など、平川大輔が独断と偏見で決める軽いお悩み相談
月見党
他の人には理解されない私だけのルールを送るコーナー

## 放送日
・第1回 2016年4月11日(月)
・第6回　2016年9月10日(土)(イベント『ただいま！ひらかわんち-vol.1』池袋アカデミーホールにて。)
・第8回 2016年11月13日(日)
・第10回 2017年1月30日(月)
・第13回 2017年4月13日(木)(ゲスト：新垣樽助)
・第19回 2017年10月12日(木)(ゲスト：興津和幸)
・第22回 2018年1月17日(水)
・第23回 2018年2月28日(水)
・第24回 2018年3月31日(土)(イベント『ただいま！ひらかわんち-vol.2』水道橋YMCAホテル スペースYにて。)
・第25回 2018年4月25日(水)
・第26回 2018年5月16日(水)
・第27回 2018年6月13日(水)(ゲスト：下野紘)
・第28回 2018年7月18日(水)
・第29回 2018年8月29日(水)
・第30回 2018年9月19日(水)
・第31回 2018年10月31日(水)
・第32回 2018年11月14日(水)
・第33回 2018年12月19日(水)
・第34回 2019年1月29日(火)
・第35回 2019年2月22日(金)(猫の日回。黒猫のコスプレをした。)
・第36回 2019年3月20日(水)
・第37回 2019年4月17日(水)
・第38回 2019年5月21日(火)(ゲスト：下野紘)
・第39回 2019年6月19日(水)
・第40回 2019年7月15日(月)
・第41回 2019年8月22日(木)
・第42回 2019年9月19日(木)
・第43回 2019年10月17日(木)
・第44回 2019年11月20日(水)
・第45回 2019年12月19日(木)
・第46回 2020年1月18日(土)(イベント『ただいま！ひらかわんち-vol.3』聖蹟桜ヶ丘アウラホールにて。)(ちゅーやん加入)
・第47回 2020年2月13日(木)
・第48回 2020年3月16日(月)
・第49回 2020年4月15日(水)(音声収録配信)
・第50回 2020年5月19日(火)
・第51回 2020年6月23日(火)
・第52回 2020年7月18日(土)
・第53回 2020年8月12日(水)
・第54回 2020年9月16日(水)
・第55回 2020年10月21日(水)(丸いカボチャの魔人のコスプレをした。)
・第56回 2020年11月18日(水)(ゲスト：ハライチ岩井勇気)
・第57回 2020年12月22日(火)
・第58回 2021年1月19日(火)(モウ川くん、カウ川くん、姉川モーさん加入)
・第59回 2021年2月18日(木)
・第60回　2021年3月18日(木)(ゲスト：代永翼)
・第61回 2021年4月22日(木)
・第62回 2021年5月13日(木)
・第63回 2021年6月17日(木)
・第64回 2021年7月15日(木)
・第65回 2021年8月12日(水)(甚平で夏祭り回)
・第66回 2021年9月16日(木)
・第67回 2021年10月22日(金)(牛の着ぐるみのコスプレをした。)
・第68回 2021年11月25日(木)(ゲスト：劇団クロジ福圓美里、松崎亜希子)
・第69回 2021年12月17日(金)(ジャージが赤から緑に変更)
・第70回 2022年1月13日(木)(とらすけ加入。福笑いや「笑」の書き初めをした。)
・第71回 2022年2月5日(土)(イベント『ただいま！ひらかわんち-vol.4』開催予定だったがコロナの為延期。通常放送に加え、『オンラインイベント ひらかわんち別荘編』を放送。ジェラピケと称したグレーのパジャマを着用し、体力測定、テレビゲーム、朗読などをした。)
・第72回 2022年3月30日(水)
・第73回 2022年4月21日(木)(6周年記念の為、前半パートはニコニコ公式チャンネルにて無料放送。梅酒で酔いながら0秒チキンラーメンを食べた。)
・第74回 2022年5月26日(木)
・第75回 2022年6月16日(木)(お誕生日回。プレゼントに声を復唱する白いアヒルのおもちゃをもらったり、お好み焼きを一人で焼いて食べた。)
・第76回 2022年7月9日(土)(イベント『ただいま！ひらかわんち-vol.4』小岩アーバンプラザにて)
・第77回 2022年8月18日(木)予定。
・第84回 2023年3月11日(イベント『ただいま！ひらかわんち-vol.5』開催予定。)

## ぬいぐるみ
ツッキー
蛇のぬいぐるみ。1-3号までいる。
オラー
ジャック・オー・ランタンのぬいぐるみ。10月限定だが、稀に10月以外にも登場する。
大統領
猪のぬいぐるみ。見た目がビュッシュ・ド・ノエルに似てることから、ブッシュ→ブッシュ大統領→大統領。
ちゅーやん
鼠のぬいぐるみ。
モー川くん
カウ川くん
茶色い牛のパペット。
姉川モーさん
とらすけ
虎のぬいぐるみ型ペンケース。第70回から登場。視聴者アンケートにて命名。